# Ljósá
Ljósá este un oraș din Insulele Faroe.